# Macedonia aqueménida
El término Macedonia aqueménida hace referencia al periodo durante el cual el antiguo Reino de Macedonia estuvo bajo el vasallaje del imperio persa aqueménida. 
En 512/511 a. C. el general Megabizo forzó al rey macedonio Amintas I a convertirse en vasallo de los aqueménidas. En 492 a. C., durante el desenlace de la revuelta jónica, el también general persa Mardonio aseguró firmemente el control persa en los Balcanes, haciendo de Macedonia un reino plenamente subordinado dentro del imperio aqueménida e integrado en su sistema administrativo. Este estatus duró hasta la retirada definitiva de los persas de sus territorios europeos tras el fracaso de la segunda invasión persa de Grecia.

## 512/511 a.C.: estado vasallo aqueménida

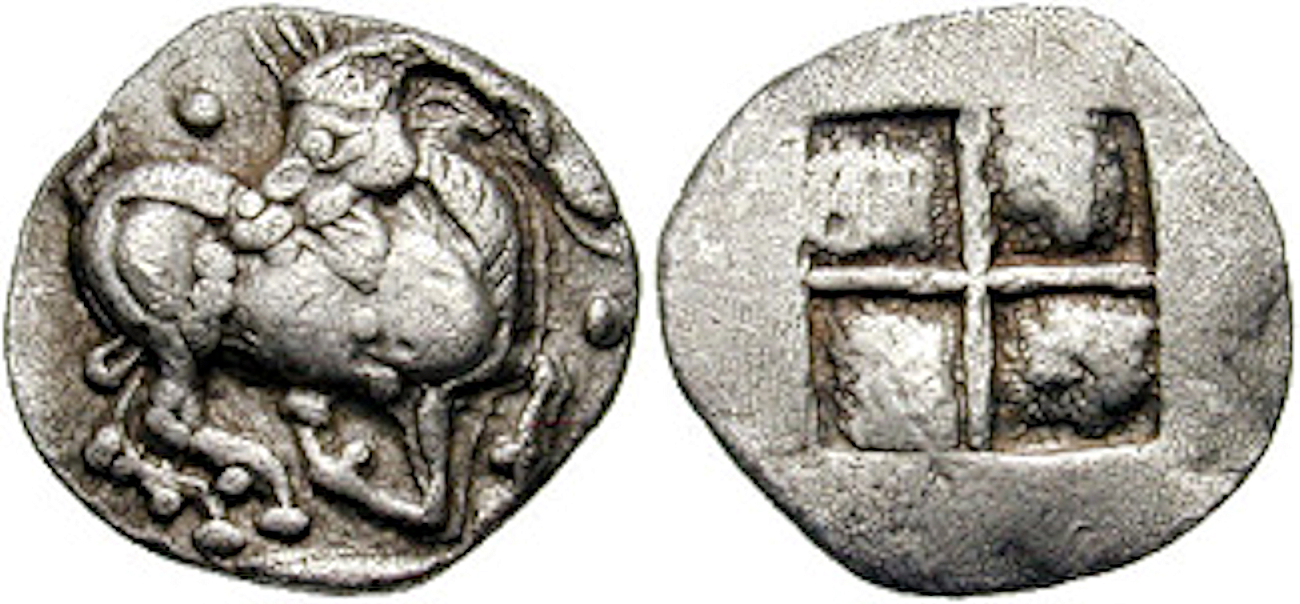
Moneda acuñada alrededor del final del reinado de Amintas I, bajo vasallaje aqueménida, (Egas, circa 510-480 a. C.).

Como parte de las campañas militares de Darío I, un enorme ejército aqueménida invadió los Balcanes alrededor de 513 a. C. en ruta a enfrentarse con los escitas occidentales al norte del Danubio. Varios pueblos tracios, y casi todas las regiones europeas limítrofes al Mar Negro (incluyendo partes de las actuales Bulgaria, Rumanía, Ucrania y Rusia) fueron conquistados por el ejército de Darío antes de regresar a Asia Menor.
Un general de Darío, Megabizo, hecho responsable de conquistar los Balcanes. Las tropas aqueménidas conquistaron Tracia, las ciudades griegas costeras y las tierras de los peonios. Finalmente, en aproximadamente 512/511 a. C. el rey macedonio Amintas  aceptó el dominio aqueménida como vasallo persa. Megabizo recibió el presente de "Tierra y agua" de Amintas, símbolo de sumisión al emperador aqueménida.
El ejército aqueménida era multiétnico e incluyó muchos soldados de los Balcanes. Además, muchos nobles macedonios y persas tuvieron matrimonios políticos como el propio hijo de Megabizo, Bubares, que se casó con la hija de Amintas, Gygaea, con la intención de asegurar las buenas relaciones entre macedonios y persas.

## 492-479 a.C.:  Suzeranía aqueménida

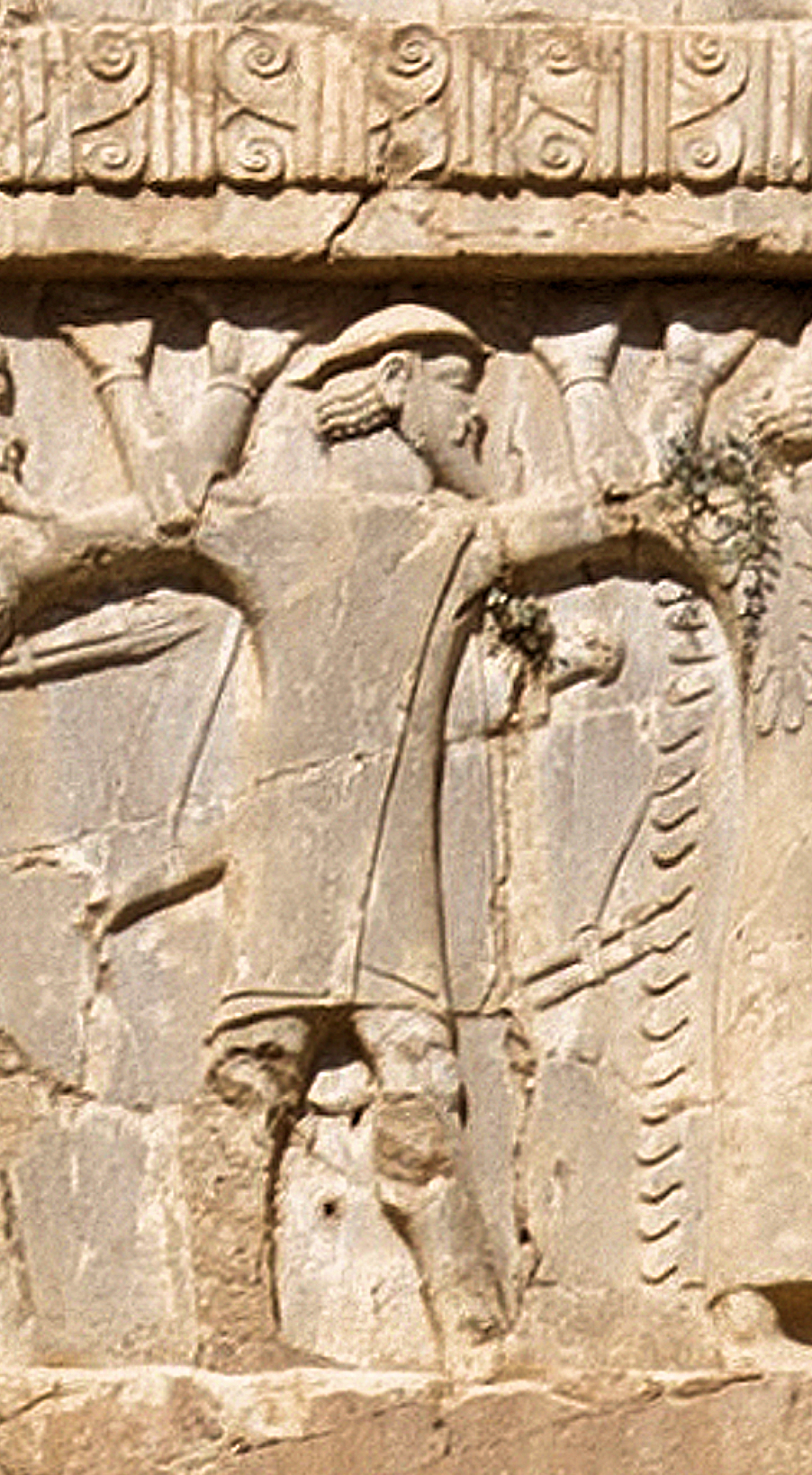
"Jonio con sombrero como escudo" (posiblemente un macedonio llevando un petasos o kausia), soldado del ejército aqueménida, c. 480 a. C. (relieve de la tumba de Jerjes I).

Tras el fracaso de la revuelta jónica, la autoridad persa en los Balcanes fue restablecida por Mardonio en 492 a. C. mediante el resometimiento de Tracia y la plena inclusión de Macedonia en el Imperio persa bajo el satrapía de Skudra.
Según Heródoto, la principal tarea de Mardonio fue lograr el sometimiento de Atenas y Eretria, junto con tantas otras ciudades griegas como fuera posible. Después de cruzar a Europa, Mardonio y su ejército alcanzaron las guarniciones persas de Dorisco. Desde allí separó sus fuerzas: la marina sometió Thasos mientras la infantería continuó hacia el monte Pangeo y después de cruzar el Angites, conquistó las tierras de los peonios y reafirmó la suzeranía persa sobre su reino. En marcha hacia el golfo de Tesalónica, ejército y armada sufrieron contratiempos: el ejército fue emboscado por la noche por los byrgi, mientras una fuerte tormenta devastó la flota. Los byrgi fueron finalmente sometidos y con las naves restantes se continuó la campaña. Al llegar a la frontera oriental de Macedonia, Alejandro I de Macedonia e vio forzado a reconocer la suzeranía persa sobre su reino. A raíz de la campaña de Mardonio, Macedonia fue incorporada al sistema administrativo de Persia. Cuando Heródoto menciona en sus Historias; "(...) Y a su ejército se añadieron los macedonios, ya esclavos [de los persas]; pues todos los pueblos al lado de Macedonia ya habían sido sometidos por ellos".

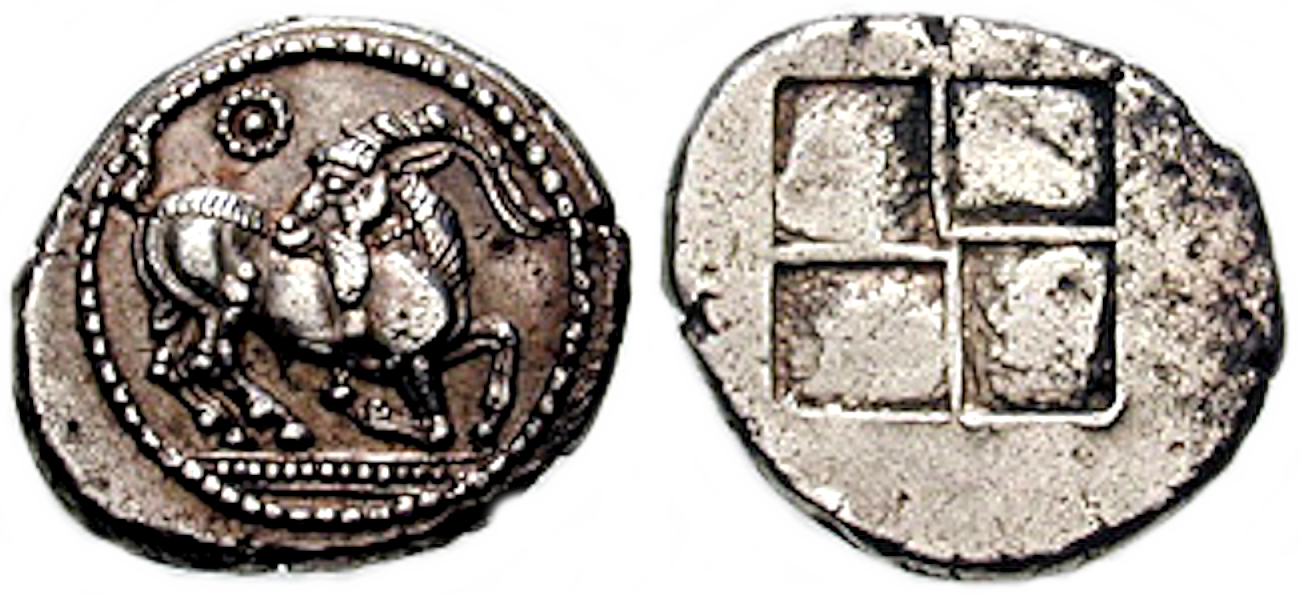
Moneda de comienzos del reinado de Alejandro I, vasallo de los aqueménidas, (Egas, circa 500-480 a. C.).

La invasión persa llevó indirectamente al posterior auge de Macedonia al alinear sus intereses en los Balcanes con los de los aqueménidas. Gracias a los persas, los macedonios se impusieron a tribus balcánicas como peonios y tracios. En general, los macedonios era "aliados persas útiles y dispuestos". Los soldados macedonios lucharon contra Atenas y Esparta en el ejército de Jerjes y en Macedonia se acumularon víveres almacenados por los persas para sus campañas. Debido a las escasas fuentes contemporáneas disponibles sobre Macedonia en aquel tiempo, no hay consenso sobre si Macedonia llegó a albergar guarniciones persas.
A pesar de que el dominio persa en los Balcanes se desmoronó tras el fracaso de la invasión griega de Jerjes y Macedonia fue independiente desde 479 a. C. los macedonios (y tracios) se vieron influidos por las tradiciones cultura y economía persas durante los siglos IV-V a. C. Algunos artefactos desenterrados en Sindos y Vergina pueden ser considerados de escuela persa, o incluso importado de Persia a finales del siglo VI o principios del siglo V a. C.

## Referencias

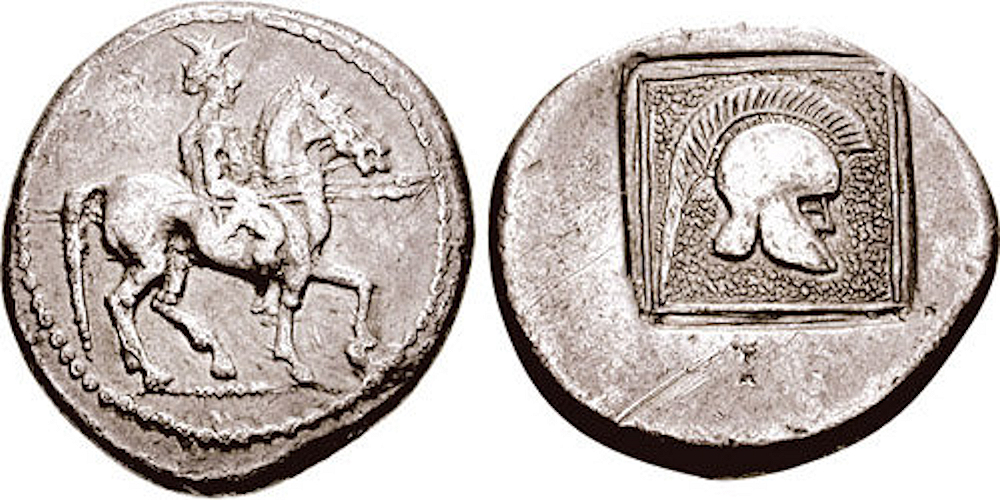
Moneda de Alejandro I en la década que posterior a la segunda invasión persa de Grecia, circa 480/479-470 a. C..